# 드미트리 사우틴
드미트리 이바노비치 사우틴(러시아어: Дмитрий Иванович Саутин, 1974년 3월 15일 ~ )은 러시아의 다이빙 선수로 다른 여러 올림픽 다이빙 선수들보다 더 많은 메달을 획득하기로 유명하다.
보로네시에서 태어난 사우틴은 7세 때부터 다이빙을 시작하였다.
1991년 자신이 괴한의 공격에 의하여 칼에 찔려 2달간 병원에서 입원한 후, 1992년 하계 올림픽에 참가할 수 있었다.
그는 1992년부터 2008년까지 5개의 하계 올림픽에서 2개의 금메달, 2개의 은메달과 3개의 동메달을 획득하였다.